# Powfu
Powfu, pseudonimo di Isaiah Faber (Vancouver, 31 marzo 1999), è un rapper e cantautore canadese.

## Biografia
Ha iniziato a ricevere notorietà a partire dal 2018 su SoundCloud, dove ha pubblicato quattro EP in maniera indipendente. Il suo primo singolo, Letters in December in collaborazione con Rxseboy, è stato diffuso nel 2019.
La svolta internazionale è avvenuta nel 2020 con il singolo Death Bed: la canzone, basata su un sample del brano Coffee della cantante Beabadoobee, che è accreditata come artista ospite, è diventata virale su TikTok e su Spotify, raggiungendo il numero 26 nella Billboard Hot 100, il numero 11 nella Billboard Canadian Hot 100 e il numero 4 nella classifica dei singoli britannica. In seguito al successo di Death Bed, il rapper ha firmato un contratto con la Columbia Records, con la quale il 15 maggio 2020 ha pubblicato il suo primo EP per una major, Poems of the Past.

## Discografia

### Album in studio
- 2022 – Surrounded by Hounds and Serpents
- 2023 – Gathered by the Lantern

### EP
- 2018 – Some Boring Love Stories
- 2019 – Some Boring Love Stories, Pt. 2
- 2019 – Some Boring Love Stories, Pt. 3
- 2019 – Some Boring Love Stories, Pt. 4
- 2020 – Poems of the Past
- 2020 – Some Boring Love Stories, Pt. 5
- 2021 – Drinking Under the Streetlights
- 2021 – Tell Me Your Feelings and I Won't Tell You Mine
- 2023 – Tell Me Your Feelings and I Won't Tell You Mine Pt. 2
- 2023 – Flooding the Gates (con Ouse e Snøw)
- 2024 – The Fleeting Life of a Fool

### Singoli
- 2019 – Letters in December (con Rxseboy)
- 2019 – Dead Eyes (con Promoting Sounds e Ouse!)
- 2019 – Hide in Your Blue Eyes (con Thomas Reid)
- 2020 – Laying on My Porch While We Watch the World End. (con Rxseboy e Slipfunc)
- 2020 – Don't Fall Asleep Yet (con ENRA)
- 2020 – Death Bed (feat. Beabadoobee)
- 2020 – I'm Used to It
- 2020 – I'll Come Back to You
- 2020 – 17 Again
- 2020 – Stay 4ever
- 2020 – When the Hospital Was My Home (feat. Rxseboy)
- 2020 – The Way You See Me (con Rxseboy e Sarcastic Sounds feat. Ayleen Valentine)
- 2021 – Survivor (con Known e KultarGotBounce)
- 2021 – The Long Way Home (con Sara Kays e Sarcastic Sounds)
- 2021 – Losing Sleep (con i DVBBS)
- 2021 – Swing of Things (Remix) (con May-A)
- 2021 – Tinted Green (con Mila Moon feat. Jomie)
- 2021 – Soda Stream Sky (con Known)
- 2022 – Sleeping on the Floor
- 2022 – Draw You Inside My Book (feat. & K.Mays)
- 2023 – Wallflower (con Ouse e Snøw)
- 2023 – No Balls (con Skinny Atlas)
- 2023 – Walk on Wine (con Cody Lawless e Milkshakes in the Valley)
- 2023 – Fault in the Stars (con The Chainsmokers)
- 2023 – Eleanor & Bellami (con Lil Peej)
- 2023 – Digital Crush (con Ouse e Ryan Librada)
- 2024 – Milk in the Morning (feat. Skinny Atlas)

### Collaborazioni
- 2020 – Make You Mine (Fudasca feat. Powfu, Rxseboy & Snøw)